# Quadro comune europeo di riferimento per la conoscenza delle lingue

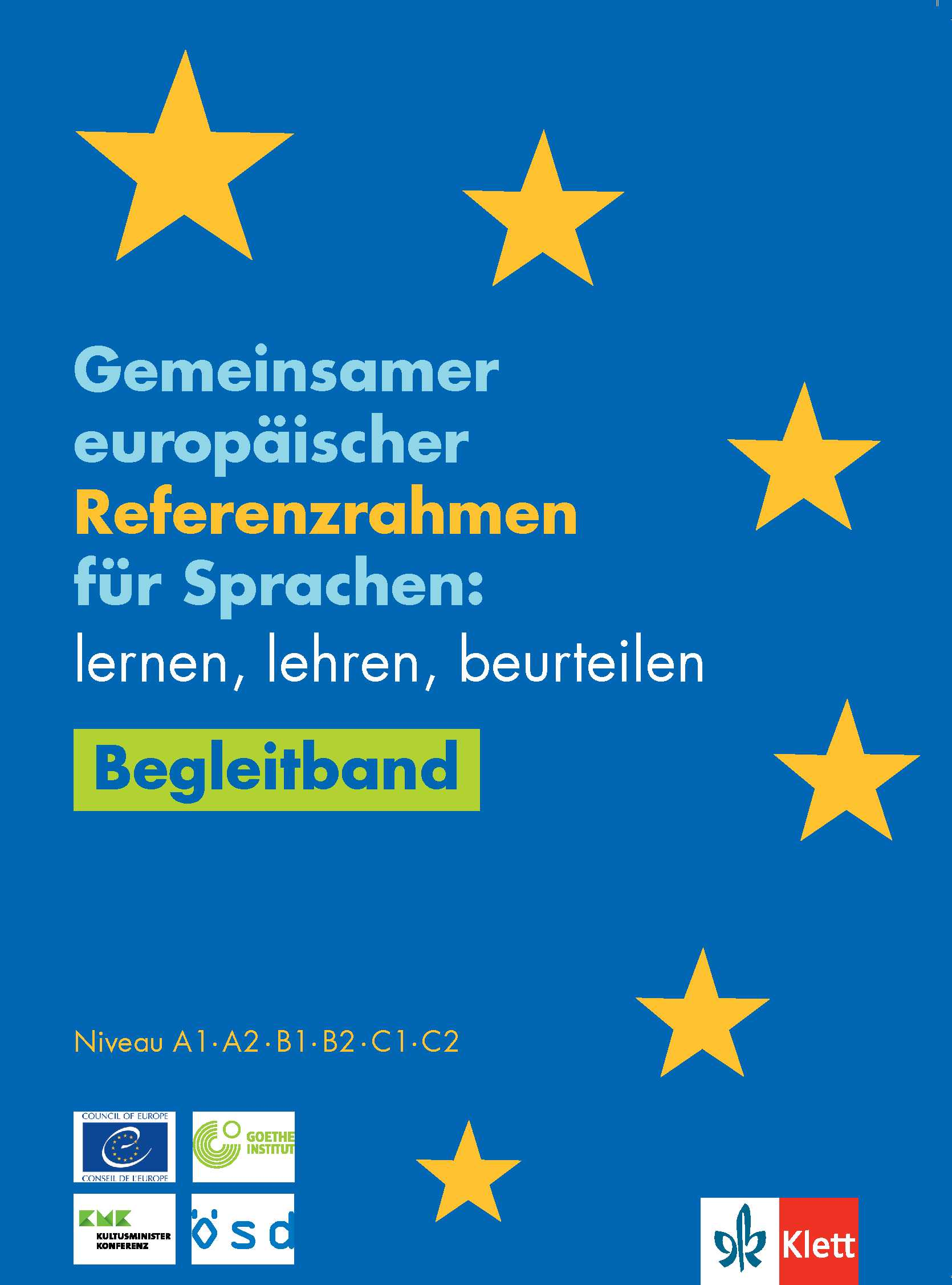
Locandina del QCER in lingua tedesca, con i loghi del Consiglio d'Europa e del Goethe Institut.

Il Quadro comune europeo di riferimento per la conoscenza delle lingue (QCER; in inglese CEFR, in francese CECR) è un sistema descrittivo impiegato per valutare le conoscenze e competenze conseguite da chi studia una lingua straniera europea (e potenzialmente qualunque altra lingua nel mondo), nonché allo scopo di indicare il livello di un insegnamento linguistico negli ambiti più disparati. La sua versione corrente è stata pubblicata nel febbraio 2018 ed è affiancata da una serie di descrittori supplementari e più precisi, classificati per livello, pubblicata anch'essa nel 2018.
I sette livelli di competenza (pre-A1, A1, A2, B1, B2, C1, C2 più eventualmente il livello A0) e i quattro livelli intermedi (A1+, A2+, B1+, B2+) articolati nel QCER sono utilizzati in tutta Europa e in altri continenti come parametri per fornire agli insegnanti di lingua un modello di riferimento per la preparazione di materiali didattici e per la valutazione delle conoscenze linguistiche e delle competenze linguistiche, dunque del loro grado di acquisizione linguistica.

## Nascita del QCER
Il QCER è stato messo a punto dal Consiglio d'Europa come parte principale del progetto Language Learning for European Citizenship (apprendimento delle lingue per la cittadinanza europea). Il suo scopo principale è fornire un metodo per accertare e trasmettere le conoscenze e competenze che si applichi a tutte le lingue dell'Unione Europea; in realtà, il QCER è potenzialmente applicabile a qualunque lingua del mondo. Il QCER nella sua prima versione è stato pubblicato nel 2001 dopo un lungo processo di scrittura e consultazione. Nel novembre 2001, una risoluzione del Consiglio d'Europa ha raccomandato di utilizzare il QCER per costruire sistemi di validazione dell'abilità linguistica. Il QCER è stato tradotto in 40 lingue ed è stato adottato dalla Commissione Europea come indicatore europeo della competenza linguistica (European Indicator of Language Competence) e come elemento nel progetto Europass.
Il QCER è affiancato da altri documenti e risorse in merito alle seconde lingue e, riprendendo la suddivisione di Sternfeld (1986), al training in una lingua straniera e all'educazione alle lingue straniere, disponibili in gran parte in una piattaforma apposita e liberamente consultabile da chiunque detta "Platform of resources and references for plurilingual and intercultural education". In particolare, le tre guide fondamentali sono:
- Guide for the Development and Implementation of Curricula for Plurilingual and Intercultural Education
- A Handbook for Curriculum Development and Teacher Education Concerning the Language Dimension in All Subjects
- From Linguistic Diversity to Plurilingual Education: Guide for the Development of Language Education Policies in Europe

Altri ancora sono disponibili separatamente:
- Policy guidelines and resources for the linguistic integration of adult migrants (LIAM),[9] che è collegata a un sito apposito con risorse[10]
- Autobiography of Intercultural Encounters,[11] uno strumento collegato anche a un corso di formazione liberamente accessibile[12]

Gli enti certificatori delle varie lingue europee hanno ormai completato il passaggio alle nuove denominazioni dei livelli di conoscenza linguistica per le certificazioni che rilasciano – o in alternativa forniscono – tabelle di conversione tra le denominazione dei propri livelli e quelle standard del Quadro comune di riferimento europeo. Inoltre, anche alcuni enti certificatori di paesi extraeuropei hanno già avviato progetti di armonizzazione dei propri livelli linguistici con quelli del QCER.

### Nome del QCER
| Lingua     | Nome | (Sigla) |
| ---------- | --- | ------- |
| Italiano   | Quadro comune europeo di riferimento per la conoscenza delle lingue                                                       | QCER    |
| Inglese    | Common European Framework of Reference for Languages                                                                      | CEFR    |
| Francese   | Cadre européen commun de référence pour les langues                                                                       | CECR    |
| Portoghese | Quadro Europeu Comum de Referência para as Línguas                                                                        | QECR    |
| Romeno     | Cadrul European Comun de Referință pentru Limbi                                                                           | CECRL   |
| Spagnolo   | Marco Común Europeo de Referencia para las lenguas                                                                        | MCER    |
| Tedesco    | Gemeinsamer europäischer Referenzrahmen für Sprachen                                                                      | GeR     |
| Greco      | Κοινό Ευρωπαϊκό Πλαίσιο Αναφοράς για τις Γλώσσες (Kinò Evropaikò Plèsio Anaforás ja tis Glòsses)                          | ΚΕΠΑ    |
| Russo      | Общеевропейские компетенции владения иностранным языком (Obshcheyevropeyskiye kompetentsii vladeniya inostrannym yazykom) | - - -   |
| Polacco    | Europejski System Opisu Kształcenia Językowego                                                                            | ESOKJ   |
| Turco      | Avrupa Dilleri Ortak Çerçeve Programı                                                                                     | - - -   |
| Cinese     | 欧洲语言共同参考架构 (pinyin: Ōuzhōu yǔyán gòngtóng cānkǎo jiàgòu)                                                        | - - -   |
| Arabo      | الإطار الأوروبي المرجعي العام للغات (al-ʾiṭār al-ʾūrubbiyyu l-marǧiʿiyyu l-ʿāmu li-l-luġāti)                              | - - -   |

## Livelli del QCER
Il Quadro comune di riferimento europeo distingue tre ampie fasce di competenza ("Base", "Autonomia" e "Padronanza"), ripartite a loro volta in due livelli ciascuna per un totale di sei livelli complessivi e descrive ciò che un individuo è in grado di fare in dettaglio a ciascun livello nei diversi ambiti di competenza: comprensione scritta (comprensione di elaborati scritti), comprensione orale (comprensione della lingua parlata), produzione scritta e produzione orale (abilità nella comunicazione orale).
I livelli vengono identificati con le lettere "A", "B" e "C" con qualità crescente (A=minimo, B=intermedio, C=massimo) suddivisi tramite numeri affiancati da "1" a "2", sempre a qualità crescente (1=minimo, 2=massimo), a cui si aggiunge lo zero e eventualmente il simbolo "+" per indicare un'approssimazione per eccesso. Il livello di conoscenza e/o competenza di una lingua straniera (L2) è A0. Il livello minimo di conoscenza e competenza è detto "pre-A1", per cui non è direttamente l'A1. Il livello massimo è detto "C2", per cui le competenze sono paragonabili e analoghe a quelle di un parlante nativo.
Il livello C2 non indica comunque la conoscenza totale e l'onniscienza in una lingua da parte di parlanti nativi e stranieri perché le lingue sono in costante evoluzione (ossia slang, neologismi colloquiali, neologismi coniati a partire da prestiti, prestiti stranieri, neologismi derivanti dall'avanzamento scientifico).

### A - Base
- A1 - Livello base

Si comprendono e si usano espressioni di uso quotidiano e frasi basilari tese a soddisfare bisogni di tipo concreto. Si sa presentare se stessi e gli altri e si è in grado di fare domande e rispondere su particolari personali come dove si abita, le persone che si conoscono e le cose che si possiedono. Si interagisce in modo semplice, purché l'altra persona parli lentamente e chiaramente e sia disposta a collaborare.
- A2 - Livello elementare

Comunica in attività semplici e di abitudine che richiedono un semplice scambio di informazioni su argomenti familiari e comuni. Sa descrivere in termini semplici aspetti della sua vita, dell'ambiente circostante; sa esprimere bisogni immediati.

### B - Autonomia
- B1 - Livello intermedio o "di soglia"

Comprende i punti chiave di argomenti familiari che riguardano la scuola, il tempo libero ecc. Sa muoversi con disinvoltura in situazioni che possono verificarsi mentre viaggia nel Paese di cui parla la lingua. È in grado di produrre un testo semplice relativo ad argomenti che siano familiari o di interesse personale. È in grado di esprimere esperienze e avvenimenti, sogni, speranze e ambizioni e anche di spiegare brevemente le ragioni delle sue opinioni e dei suoi progetti.
- B2 - Livello intermedio superiore

Comprende le idee principali di testi complessi su argomenti sia concreti sia astratti, come pure le discussioni tecniche sul proprio campo di specializzazione. È in grado di interagire con una certa scioltezza e spontaneità che rendono possibile un'interazione naturale con i parlanti nativi senza sforzo per l'interlocutore. Sa produrre un testo chiaro e dettagliato su un'ampia gamma di argomenti e riesce a spiegare un punto di vista su un argomento fornendo i pro e i contro delle varie opzioni.

### C - Padronanza
- C1 - Livello avanzato o "di efficienza autonoma"

Comprende un'ampia gamma di testi complessi e lunghi e ne sa riconoscere il significato implicito. Si esprime con scioltezza e naturalezza. Usa la lingua in modo flessibile ed efficace per scopi sociali, professionali e accademici. Riesce a produrre testi chiari, ben costruiti, dettagliati su argomenti complessi, mostrando un controllo sicuro della struttura testuale, dei connettori e degli elementi di coesione.
- C2 - Livello di padronanza della lingua in situazioni complesse

Comprende con facilità praticamente tutto ciò che sente e legge. Sa riassumere informazioni provenienti da diverse fonti sia parlate che scritte, ristrutturando gli argomenti in una presentazione coerente. Sa esprimersi spontaneamente, in modo molto scorrevole e preciso, individuando le sfumature di significato più sottili in situazioni complesse.

## Attività e abilità linguistiche secondo il QCER

### Attività linguistiche
Le attività linguistiche del QCER sono suddivise in: ricezione, produzione, interazione e mediazione. Ognuna di esse è poi suddivisa e descritta per livelli crescenti a partire dal pre-A1 e a finire con il C2.
Le attività di ricezione sono suddivise in: comprensione orale (conversazione, ascolto come membro del pubblico di un relatore, ascolto di messaggi e annunci), comprensione scritta e comprensione audio-visiva.
Le attività di produzione sono suddivise in produzione orale (monologhi, dialoghi e annunci a un gruppo di persone) e produzione scritta (resoconti e riassunti, scrittura libera e creativa).
Le attività di interazione sono fondamentalmente suddivise in interazione orale (dialoghi informali e formali, interviste, essere intervistati, scambi di informazioni, comunicazione all'interno di un contesto di cooperazione, comunicazione orale mediata dalle ICT) e in interazione scritta (con o senza la mediazione delle ICT).
Le attività di mediazione sono suddivise in: mediazione di un testo (spiegazione oggettiva dei contenuti, traduzione orale, traduzione scritta, prendere appunti, analisi critica), di concetti e di comunicazione (ad esempio facilitare la comunicazione tra due o più persone).
Ogni attività linguistica è legata a strategie precise: per esempio, le attività di mediazione sono ancorabili al collegamento a conoscenze pregresse, alla semplificazione delle informazioni e all'adattamento della lingua.

### Abilità linguistiche
Le abilità linguistiche sono suddivise in linguistiche da una parte e sociolinguistiche e pragmatiche dall'altra. Le prime si riferiscono all'accuratezza grammaticale alla conoscenza e uso corretto del lessico/vocabolario, all'accuratezza fonologica (cioè alla pronuncia e alle caratteristiche prosodiche come l'intonazione e cadenza/accento) e all'accuratezza dell'ortografia.
Quelle sociolinguistiche e pragmatiche riguardano l'abilità nell'uso dei registri in base ai contesti e tematiche come la presa del turno, la coerenza di un testo (per cui per esempio l'argomento non viene costantemente sviato) e la coesione delle varie frasi e parti di un testo (per esempio con l'uso dei connettivi e di strutture come "introduzione, corpo suddiviso in paragrafi, conclusione").

## Capacità da sviluppare secondo il QCER
| Livello | Comprensione | Comprensione | Orale | Orale | Scrittura |
| Livello | Comprensione dell'ascolto | Comprensione di lettura | Interazione orale | Espressione orale | Espressione scritta |
| ------- | --- | --- | --- | --- | --- |
| A0      | Nessuna competenza e/o conoscenza | Nessuna competenza e/o conoscenza | Nessuna competenza e/o conoscenza | Nessuna competenza e/o conoscenza | Nessuna competenza e/o conoscenza |
| A1      | Riconosce parole ed espressioni di base che vengono usate regolarmente, relative a sé stesso, alla famiglia e alle immediate vicinanze quando si parla lentamente e chiaramente. | Riesce a capire parole e nomi familiari e frasi molto semplici, ad esempio quelle su cartelli, poster e cataloghi. | Può partecipare a una conversazione in modo semplice, fintanto che l'altra persona è disposta a ripetere ciò che ha detto o a dirlo in altre parole e a una velocità più lenta e aiuta a formulare le frasi. Pone semplici domande e risponde in modo semplice su argomenti di necessità immediata o questioni molto comuni.                | Usa espressioni e frasi semplici per descrivere dove vive e le persone che conosce. | Riesce a scrivere brevi e semplici messaggi, ad esempio per inviare congratulazioni. Può compilare moduli con dati personali, ad esempio il proprio nome, la nazionalità e l'indirizzo sul modulo di registrazione di un albergo. |
| A2      | Comprende frasi e il vocabolario più comune su argomenti di interesse personale (informazioni di base sulla persona e sulla famiglia, acquisti, luogo di residenza, lavoro). Riesce a trarre l'idea principale da messaggi e avvisi brevi, chiari e semplici. | Riesce a leggere testi molto brevi e semplici. Riesce a trovare informazioni specifiche e prevedibili in una scrittura semplice e quotidiana come pubblicità, opuscoli, menù e orari, e può capire lettere personali brevi e semplici.                 | Riesce a comunicare in attività semplici e comuni che richiedono uno scambio semplice e diretto di informazioni sulle attività e gli affari quotidiani. È capace di scambi sociali molto brevi, anche se di solito non riesce a capire abbastanza per mantenere viva la conversazione.                                                      | Use una serie di espressioni e frasi per descrivere in termini semplici la propria famiglia e altre persone, le proptie condizioni di vita, la propria formazione e il proprio attuale o ultimo lavoro.                                                                                              | Riesce a scrivere messaggi brevi e semplici riguardanti i propri bisogni immediati. Riesce a scrivere lettere personali molto semplici, ad esempio per ringraziare qualcuno. |
| B1      | Comprende le idee principali quando il discorso è chiaro e normale e vengono discusse le questioni quotidiane che si svolgono al lavoro, a scuola, nel tempo libero ecc. Comprende l'idea principale di molti programmi radiofonici o televisivi che trattano temi attuali o questioni di interesse personale o professionale, quando l'articolazione è relativamente lenta e chiara. | Riesce a capire testi scritti in una lingua di uso quotidiano o relativi al lavoro. Comprendo la descrizione di eventi, sentimenti e desideri nelle lettere personali.                                                                                 | Sa come gestire quasi tutte le situazioni che si presentano quando viaggia dove si parla quella lingua. Riesce a partecipare spontaneamente a una conversazione che tratta argomenti quotidiani di interesse personale o che sono rilevanti per la vita quotidiana (ad esempio famiglia, hobby, lavoro, viaggi e attualità).                | Riesce a collegare frasi in modo semplice per descrivere esperienze ed eventi, i propri sogni, speranze e ambizioni. Può spiegare e giustificare brevemente le proprie opinioni e i propri piani. Può raccontare una storia, la trama di un libro o di un film e può descrivere le proprie reazioni. | Riesce a scrivere testi semplici e ben collegati su argomenti che gli sono familiari o di suointeresse. Riesce a scrivere lettere personali che descrivono esperienze e impressioni. |
| B2      | È in grado di seguire discorsi e conferenze lunghi e segue persino trame complesse, purché l'argomento sia relativamente noto. Capisce quasi tutti i notiziari televisivi e i programmi di attualità. Capisce la maggior parte dei film che utilizzano un livello linguistico standard.                                                                                               | Riesce a leggere articoli e resoconti su temi contemporanei in cui gli autori prendono posizioni o punti di vista specifici. Capisce la prosa letteraria contemporanea.                                                                                | Riesce a partecipare a una conversazione con una certa scioltezza e spontaneità, il che rende possibile la normale comunicazione con i madrelingua. Riesco a partecipare attivamente alle discussioni nelle situazioni quotidiane, spiegando anche i propri punti di vista.                                                                 | Presenta descrizioni chiare e dettagliate di una vasta gamma di argomenti relativi alle sue specialità. Può affrontare un argomento individuandone i vantaggi e gli svantaggi. | Riesce a scrivere testi chiari e dettagliati su una vasta gamma di argomenti legati ai suoi interessi. Riesce a scrivere saggi (testi argomentativi) o relazioni trasmettendo informazioni o proponendo ragioni che supportano o confutano un punto di vista specifico. Riesce a scrivere lettere che mettano in risalto l'importanza di determinati eventi ed esperienze.      |
| C1      | Capisce discorsi lunghi, anche quando non sono chiaramente strutturati e quando le relazioni sono solo implicite e non esplicitamente dichiarate. Riesce a capire facilmente programmi TV e film. | Riesce a comprendere testi lunghi e complessi di natura letteraria o basata sui fatti, apprezzando le distinzioni di stile. Comprende articoli specializzati e lunghe istruzioni tecniche, anche se non si riferiscono alla suo settore specialistico. | Si esprime con scioltezza e spontaneità senza dover cercare continuamente le espressioni giuste. Usa la lingua in modo flessibile ed efficace per scopi sociali e professionali. Formula idee e opinioni con precisione e collega abilmente i propri interventi a quelli di altri relatori.                                                 | Presenta descrizioni chiare e dettagliate di argomenti complessi che includono altri argomenti. È in grado di sviluppare idee concrete e di arrivare a una conclusione appropriata. | Riesce ad esprimersi con testi chiari e ben strutturati, esponendo punti di vista con una certa ampiezza. Riesce a scrivere lettere, saggi o relazioni di argomenti complessi, evidenziando tutto quello che è importante. Prima di procedere con la scrittura, è in grado di selezionare lo stile più adatto, in base ai destinatari. Potrebbe anche candidarsi per un lavoro. |
| C2      | Non ha difficoltà a capire nessun tipo di conversazione, sia in quelle dal vivo che nei discorsi trasmessi, anche alla velocità di un madrelingua, purché abbia il tempo di familiarizzare con l'accento. | Riesce a leggere facilmente quasi tutte le forme di linguaggio scritto, inclusi testi astratti strutturalmente o linguisticamente complessi come manuali, articoli specializzati e opere letterarie.                                                   | Partecipa senza sforzo a qualsiasi conversazione o dibattito e conosce bene i modi di dire, le espressioni formulari, colloquiali e formali. Si esprime scioltamente e trasmette sottili sfumature di significato con precisione. Se ha un problema, affronta la difficoltà in modo così discreto che gli altri a malapena se ne accorgono. | Presenta descrizioni o argomenti in modo chiaro e scorrevole e in uno stile appropriato al contesto e con una struttura logica ed efficace che aiuta l'ascoltatore a notare e ricordare idee importanti.                                                                                             | Riesce a scrivere testi molto chiari utilizzando uno stile appropriato e buona padronanza grammaticale/lessicale. Riesce a scrivere lettere, relazioni o articoli complessi che presentano argomenti con una struttura logica ed efficace che aiuta l'ascoltatore a notare e ricordare idee importanti. Scrive riassunti e recensioni di opere professionali o letterarie.      |

### Il numero di vocaboli
Una questione ancora aperta è quella del numero di parole da conoscere per il raggiungimento delle abilità previste per ciascuno dei livelli del quadro. Da un lato non vi è ancora accordo sul grado di competenza lessicale ai livelli inferiori; dall'altro lato, invece, gli studiosi convengono sulla necessità di apprendere 8000-9000 parole, organizzate per "famiglie lessicali", per raggiungere un livello avanzato nella lettura e di conoscere 5000-7000 parole, organizzate per famiglie lessicali, per raggiungere un livello avanzato nella lingua orale.

## Programma per argomenti e competenze

### Caratteristiche e uso
Ogni livello del quadro QCER è organizzato per competenze e argomenti; questi ultimi formano dunque un programma semantico e non un programma grammaticale, per cui il programma procede per competenze in contesto e non attraverso una rigida successione di argomenti grammaticali (cosa comunque impossibile siccome il QCER ha l'ambizione di essere universale. Secondo la 28ª edizione di Ethnologue, al 2025 esistono 7159 lingue nel mondo). Il programma per argomenti e competenze è dunque flessibile e rispecchia inoltre i programmi che appartengono alla didattica acquisizionale e che dunque si orientano all'acquisizione delle lingue straniere invece del loro apprendimento fondato sulle spiegazioni verticali di grammatica e sugli esercizi che testano la mera conoscenza delle regole astratte; infatti, la didattica acquisizionale non si basa su un programma grammaticale e/o rigido e verticale. Gli argomenti per livello vengono indicati direttamente nella lista ufficiale di descrittori del QCER nella sua ultima versione e da una vasta opera detta Collated representative samples of descriptors for young learners (Ages 11-15) compilata da Tim Goodier e Tunde Szabo e pubblicata nel 2018; quest'ultima, detta anche Bank of supplementary descriptors, raccoglie ulteriori descrittori. Il sottotitolo indica "Risorsa per docenti", ma in realtà può essere anche usata da discenti autodidatti per familiarizzarsi con il funzionamento di un programma semantico.
Il programma delineato dal QCER non è prescrittivo, per cui è un grande strumento orientativo che propone un percorso tematico, graduale e flessibile ai discenti; questi ultimi possono anche inserire ulteriori argomenti e/o attività di lettura completamente volontaria in L2 su temi di proprio interesse o generi testuali e letterari ritenuti personalmente piacevoli e motivanti (per esempio politica internazionale, economia, romanzi di fantascienza, sport, moda, viaggi e videogiochi); le letture volontarie possono avvenire sia in ambiente scolastico che extrascolastico.
Il lessico principale offerto da ogni descrittore si può apprendere o acquisire direttamente usate in contesto, senza l'imposizione di creare delle liste di vocaboli decontestualizzate, per quanto alcuni esami di certificazione le offrano online; il programma, per quanto elenchi degli argomenti, non impone un sequenziamento degli argomenti nel percorso di apprendimento o acquisizione di L2 (per esempio, un breve testo a tema "Una persona va al supermercato in macchina con la lista della spesa in un giorno di sole e compra degli alimenti e dei vestiti di determinati colori spendendo cinquanta euro" mescola più argomenti insieme invece di separarli in modo rigido). La grammatica non è indicata nei descrittori del QCER e nei descrittori supplementari e non è necessario sequenziarla in modo rigido, per cui di ogni argomento si può offrire input comprensibile con una grammatica non sequenziata (cioè si usa qualunque struttura grammaticale necessaria per parlare del argomenti), per cui è sufficiente per esempio semplificare le frasi e usare una parlata simile al baby talk.
I descrittori indicati da Goodier e Szabo (2018) sono particolarmente ricchi di argomenti indicati in modo esplicito nei livelli pre-A1, A1, A1+, A2 e A2+. La selezione di gran parte dei punti chiave da questi livelli è la seguente:

### Programma pre-A1
Il programma "A0" non ha senso perché il livello del QCER A0 indica un livello di competenza pari a zero assoluto in una L2 di cui dunque non si conosce assolutamente nulla anche solo in modo recettivo/passivo.
Il programma pre-A1 è invece il seguente:
- frasi familiari ed espressioni formulari come i convenevoli (queste espressioni possono anche essere lasciate inanalizzate, per cui non si analizzano e traducono parola per parola, ma si fanno usare come "blocchi lessicali inanalizzati" di cui si conosce solo il significato)
- istruzioni molto basilari del docente in classe (queste ultime permettono di formare già in partenza un'esperienza immersiva in L2)
- le istruzioni di un test (queste ultime permettono di formare già in partenza un'esperienza immersiva in L2)
- chiedere "Che cos'è questo?" e saper rispondere
- i numeri da 0 a 10 (con cui si possono indicare le prime quantità e i primissimi plurali)
- chiedere la data, il giorno e l'ora
- chiedere informazioni personali molto basilari e/o dire le proprie generalità: nome, numero di telefono, data di nascita, età, nazionalità
- i giorni della settimana, i nomi dei mesi e delle stagioni
- le festività
- i mezzi di trasporto
- i nomi di luogo (ad esempio negozi) a partire da quelli della città in cui vive il discente
- i vestiti
- i colori a partire da quelli che si indossano
- cibi e bevande
- la lista della spesa
- il meteo
- le persone che aiutano il discente nelle sue giornate tipiche
- gli Stati del mondo (siccome secondo l'ONU esistono 193 Stati riconosciuti, il pre-A1 si riferisce perlopiù a quelli più importanti)
- gli animali
- le piante
- le parti del corpo
- le parole fondamentali per viaggiare. Il descrittore non aggiunge dettagli su quali siano le parole fondamentali, ma alcuni contesti comuni che coinvolgono un viaggio, trattati secondo una difficoltà pre-A1, possono essere l'aeroporto, l'hotel, il ristorante o bar, un casello autostradale, un'area di servizio (ad esempio un Autogrill in Italia) e un nodo in una rete di trasporti (una fermata del bus, una stazione dei treni o tram o metropolitana, l'imbarco di una nave o crociera e la fermata del taxi ecc.)
- azioni base del computer (ossia copiare, incollare, salvare, cancellare, caricare, scaricare, login, logout, registrarsi, seguire, unfollow, like, commentare...)
- l'aritmetica basilare con calcoli semplici ("più, meno, per/moltiplicato")
- le parole che descrivono la forma di un oggetto
- le prime canzoni in lingua straniera in rima

Goodier e Szabo non citano già al livello pre-A1 dei descrittori che comprendano esplicitamente la conoscenza degli internazionalismi, cioè di prestiti molto diffusi in tutte le lingue (come taxi, banana, hotel, cioccolato, caffè...); tuttavia, gli internazionalismi permettono di costruire il vocabolario sfruttando un trasferimento positivo di conoscenza da L1 a L2. Secondo i due autori, il discente di livello pre-A1 può commettere errori di ortografia poiché quest'ultima non è stata ancora interamente acquisita attraverso le attività di lettura di testi in L2 affiancate marginalmente da spiegazioni esplicite in merito.

### Programma A1 e A1+
- istruzioni basilari del docente in classe (gli esempi concreti indicati sono 'devi fare questo', 'togliti il cappotto', 'apri il libro!', 'vieni alla lavagna!', 'fermati!', 'corri!', 'alzati', 'siediti', 'entra', 'esci', 'dimmi...', 'ascolta', 'dammi il libro', 'prendilo', 'aspetta')
- semplice descrizione di un luogo (la propria casa, la propria camera da letto, la classe)
- descrizione di un semplice oggetto (taglia, colore, posizione, collocazione)
- internazionalismi, a cui si aggiungono le parole in comune con la propria L1 per motivi di parentela linguistica (come lingue indoeuropee, semitiche, sinotibetane, ugrofinniche, austronesiane, dravidiche, bantu...)
- i numeri da 0 a 20
- brevi indicazioni accompagnate da illustrazioni (l'esempio citato è 'dirigiti prima verso la chiesa, poi gira a sinistra alla fermata dell'autobus')
- messaggi molto brevi scritti dal docente o da un amico ('sono in biblioteca', 'torno fra un'ora')
- semplici moduli da compilare (ad esempio per iscriversi a un club)
- leggere una semplice striscia di vignette, dunque un fumetto molto breve
- parlare con frasi basiche e familiari di sé stessi, della propria famiglia e della propria scuola
- prendere parte a un semplice gioco di ruolo, per esempio in contesto di acquisti in un negozio; quest'ultimo esempio rimanda direttamente al contesto dei negozi, supermercati e bancarelle
- descrivere con frasi brevi e semplici uno Stato che il discente ha visitato ('in Australia fa caldo. Ci vivono i canguri')
- cose che piacciono e non piacciono al discente
- scrivere frasi semplici e brevi su attività stagionali ('in inverno pattino sul ghiaccio')
- scrivere una lista della spesa
- scrivere la data
- nomi di sport e gli attrezzi necessari
- comprendere brevi annunci formulari (ad esempio in una stazione ferroviaria o in un negozio) a patto che siano pronunciati lentamente e non ci sia rumore di fondo

A questi argomenti, Goodier e Szabo aggiungono alcune competenze:
- scrivere brevi dialoghi
- podurre frasi molto brevi oralmente in un gioco di ruolo altamente predittivo; l'elocuzione è lenta
- comprendere storie brevi corredate da illustrazioni che rendono la vicenda ancora più comprensibile

Al livello A1+, si aggiungono:
- i vocaboli fondamentali per parlare di storia e geografia
- i numeri da 0 a 100
- parlare di qualcosa che piace particolarmente (come il colore preferito)

### Programma A2 e A2+
- parlare di cosa si è fatto ieri, lo scorso fine settimana e durante le vacanze
- parlare di cosa si è programmato di fare domani, il prossimo fine settimana o durante le vacanze
- leggere semplici istruzioni su come tenere un luogo pulito
- leggere brevi email, lettere e cartoline (ad esempio conferme di una prenotazione o di un acquisto online)
- leggere semplici istruzioni (che includono anche le informazioni su una futura gita scolastica). In generale, anche se i descrittori non lo specificano, un esempio classico di istruzioni sono le ricette in cucina passo dopo passo
- parlare agli amici di festività e feste
- usare espressioni cortesi quotidiane per salutare e rivolgersi a qualcuno
- chiedere un favore (o farsi prestare qualcosa) e fare un favore a qualcuno; rispondere a richieste di favori
- discutere sul da farsi (organizzare un incontro, dove andare, dove incontrarsi) e fare semplici piani con gli amici per il fine settimana
- fissare un appuntamento medico; descrivere i problemi di salute più semplici (raffreddore e influenza) a un medico professionista, anche usando i gesti e il linguaggio del corpo.
- dire che c'è qualcosa che non va, come 'il cibo è freddo', 'nella mia camera non c'è corrente/luce' Inoltre, entrambi gli esempi riportati riportano al contesto del ristorante e dell'hotel
- chiedere come raggiungere un posto e comprare un biglietto di uno o più mezzi di trasporto per raggiungerlo; contestualmente, chiedere come si usa un mezzo di trasporto
- avere a che fare con aspetti comuni della vita quotidiana (viaggiare, alloggiare, mangiare, fare la spesa, andare in un ufficio postale o in un ufficio turistico ecc.)
- gestire semplici telefonate (chiedere chi sta chiamando, chiedere di parlare con qualcuno in particolare, dare il proprio numero di telefono, ricevere un semplice messaggio o chiedere di richiamare più tardi)
- fare il resoconto in L2 dei punti chiave di notizie ascoltate in tv o alla radio; le notizie riguardano eventi, sport, incidenti ecc. e gli argomenti sono familiari, pronunciati lentamente e in modo chiaro. Il resoconto può contenere linguaggio formulare. Quest'abilità, come indicano anche gli autori esplicitamente, presuppone la capacità di cogliere parole chiave e prendere appunti a un livello elementare, anche con l'aiuto di chiarificazioni da parte del parlante
- fare un riassunto in L2 dei punti chiave di un argomento familiare. Anche quest'abilità, come indicano anche gli autori esplicitamente, presuppone la capacità di cogliere parole chiave e prendere appunti a un livello elementare, anche con l'aiuto di chiarificazioni da parte del parlante
- chiedere a qualcuno cosa ne pensa di una certa idea
- chiedere l'attenzione di qualcuno
- impiegare in modo coerente connettivi semplici come 'e, ma, perché'

Nel livello A2+, si aggiunge un'altra competenza:
- esprimersi in modo elementare usando "per esempio"

Al livello A2 e A2+, il discente sa costruire frasi su argomenti familiari e partecipa a brevi dialoghi, nonostante frequenti pause e false partenze, per cui il messaggio viene interrotto e riformulato completamente. Parla lentamente e articolando chiaramente, con delle ripetizioni. La pronuncia rende la parlata intelligibile, anche se non è perfetta, ragion per cui l'interlocutore potrebbe sporadicamente chiedere delle ripetizioni. Il parlante mostra un forte accento derivante dalla propria L1, dalle proprie L1 (se è per esempio bilingue) o da altre L2 note di cui ha già acquisito la cadenza; tuttavia, il forte accento straniero non impedisce la comprensione da parte dell'interlocutore.

### Programma B1 e B1+
- riuscire a capire i punti focali di un testo letto con una velocità relativamente lenta su questioni familiari che si possono incontrare sul posto di lavoro, a scuola, nel tempo libero ecc.
- riuscire a seguire una semplice presentazione accompagnata da slide e una scaletta su un argomento attinente alle proprie competenze o su topic familiari (ad esempio una mappa che indica le previsioni del tempo, un diagramma di flusso molto basico che descrive un processo, un diagramma a barre)
- riuscire a fare una presentazione su un argomento attinente alle proprie competenze su cui si possono fare paragoni e dunque parlare di somiglianze e differenze tra più elementi (ad esempio prodotti, Stati e regioni, piani d'azione)
- parlare in modo semplice ma scorrevole di un argomento attinente ai propri campi di interesse, con una struttura testuale costituita da una serie di punti ordinati di cui si parla; in alternativa, l'attività è centrata su un argomento familiare (ad esempio una breve intervista scritta su una rivista, una brochure di viaggio o una breve conversazione).
- sapere annotare delle istruzioni fornite in una conferenza su un argomento familiare quando vengono fornite con un linguaggio semplice e dando il tempo sufficiente di capire il contenuto e prendere appunti; in base a un descrittore del livello B2 per cui le istruzioni comprensibili nel livello B2 possono essere lunghe e complesse, le istruzioni fornite nel livello B1 non devono essere particolarmente lunghe e complesse
- sapere scrivere un saggio breve su un argomento di proprio interesse
- sapere capire gran parte delle spiegazioni in argomenti scolastici di matematica, scienze, Storia e geografia e sapere descrivere un argomento di interesse e/o con cui in generale si ha familiarità in questi campi (le materie scolastiche, se affrontate e discusse direttamente in lingua straniera, possono fare parte di un programma CLIL; questo specifico punto suggerisce un livello linguistico almeno pari a un B1 prima di affrontare un CLIL)
- riuscire a fare inferenze/deduzioni sul potenziale contenuto di un testo a partire da indizi e dall'applicazione di strategie di pre-lettura (ad esempio osservazione del titolo)
- ascoltare una breve storia e predire cosa avverrà dopo
- comprendere l'uso dei connettivi (logici, temporali e numerici) in un testo
- sapere fare il riassunto di un libro o film, descrivere le proprie reazioni di fronte a esso e che cosa ne pensa
- sapere scrivere un testo su un argomento di proprio interesse di cui si descrivono i vantaggi e gli svantaggi e di cui si può esprimere un'opinione che va giustificata (pertanto, il testo ha una sezione argomentativa oltre che descrittiva)
- sapere fare il riassunto e dare un'opinione sul contenuti di una breve storia, articolo, discussione, intervista o documentario
- sapere dare le proprie opinioni e reazioni sulle soluzioni possibili per risolvere un problema o dare le proprie opinioni sul da farsi (dove andare, cosa fare, come organizzare un evento come una gita/escursione/scampagnata)
- saper descrivere sogni, speranze e ambizioni
- sapere descrivere eventi reali o anche immaginati
- sapere parlare della propria esperienza di un evento sportivo
- riuscire a descrivere un oggetto concreto di cui non si ricorda la traduzione; in alternativa, sa usare una perifrasi snella (ad esempio "il camion per le persone" = l'autobus)
- sapere ribaltare una parola appartenente a L1 in lingua straniera e chiedere conferma sulla correttezza o meno del vocabolo (ad esempio potrebbe essere un falso amico o un arcaismo). Questo punto presuppone una conoscenza minima dei modelli di mutazione dei vocaboli da L1 a L2 attraverso l'osservazione delle parole imparentate e/o dell'accomodamento dei prestiti
- sapere chiedere conferma se una forma grammaticale usata è corretta o sbagliata
- sapere gestire situazioni non routinarie in luoghi come i negozi, l'ufficio postale, la banca ecc. (ad esempio restituire un acquisto)
- sapere invitare un'altra persona a partecipare in una discussione
- sapere discutere il proprio percorso di apprendimento o acquisizione della lingua straniera
- sapere usare la cortesia e quindi le forme di cortesia e relative convenzioni
- sapere mantenere una corrispondenza regolare con un amico di penna straniero (oggi quest'attività può avvenire anche attraverso i social media o app che mettono in contatto gli studenti di lingua straniera con i nativi)
- sapere riconoscere i falsi amici nella lingua straniera usata

In generale, nel livello B1 il parlante può chiedere all'interlocutore (che parla in modo articolato e relativamente lento) di ripetere alcune specifiche frasi o parole. Non è più necessario chiedere di ripetere tutto, siccome il parlante riesce a seguire la conversazione. La punteggiatura e l'ortografia sono abbastanza accurati da rendere il testo comprensibile. Nel parlato il parlante può ancora mostrare una forte intonazione straniera e può avere delle difficoltà lessicali e dei buchi di conoscenza del lessico per cui effettua ripetizioni, mostra qualche esitazione o talvolta entra in difficoltà.
Nel livello B1+, si aggiungono i seguenti punti:
- sapere seguire gran parte di quello che viene detto su argomenti generali se l'interlocutore evita l'uso di espressioni fortemente idiomatiche (dunque non sempre chiare a livello di significato/semantica) e articola chiaramente la propria parlata
- riuscire a trasformare un testo informativo o didattico in una presentazione per punti più semplice da capire
- riuscire a esprimere il proprio pensiero su argomenti astratti o culturali come musica e film
- sapere introdurre in un testo argomentativo una controargomentazione (ad esempio con il connettivo "tuttavia")
- sapere riconoscere i falsi amici nella lingua straniera usata (questo descrittore viene nuovamente riportato dagli autori nel livello B1+)

In generale, la comunicazione al livello B1+ può ancora mostrare un'influenza notevole da parte della propria lingua madre, per cui il parlante può commettere errori che però non inficiano il contenuto dei suoi messaggi, cioè ciò che vuole esprimere. La parlata è generalmente intelligibile, nonostante errori di pronuncia regolari nei singoli suoni e nelle parole con cui il parlante ha meno familiarità. Si nota ancora l'accento straniero, influenzato dalla propria lingua madre o da un'altra L2.

### Programma B2 e B2+
- Riuscire a leggere per piacere con un alto grado di indipendenza, adattando lo stile di lettura e la velocità ai diversi testi (ad esempio riviste, romanzi più semplici, libri di storia, biografie, diari di viaggio, guide, testi di canzoni, poesie). Il descrittore non li menziona, ma i romanzi e diari di viaggio potrebbero essere riadattati come letture graduate di livello B2 poiché esse semplificano i romanzi più complessi e sono utilizzabili per iniziare a fare lettura libera volontaria. Per riuscire a svolgere la lettura libera volontaria senza grossi intoppi e usando il contesto per capire i vocaboli sconosciuti (l'ultraminoranza delle parole in un testo su un argomento già noto), il lettore deve già avere un vocabolario attivo/produttivo e passivo/recettivo pari ad alcune migliaia di parole. L'attività di lettura, se si basa su testi motivanti e poco più complessi del proprio livello linguistico, può portare a fare esperienza del flusso nell'acquisizione delle lingue straniere
- riuscire a capire discorsi su temi sia concreti e astratti in un discorso che contiene anche discussioni tecniche in un campo di specializzazione del parlante
- riuscire a capire le frasi idiomatiche più comuni e le espressioni colloquiali più comuni; pertanto, riuscire a capire ciò che è detto in una email personale o in un post anche se è usato a tratti il linguaggio colloquiale. Nelle lingue germaniche come l'inglese e il tedesco, le espressioni colloquiali più comuni includono anche i verbi frasali più diffusi; i verbi frasali sono in generale molto usati nel linguaggio parlato e colloquiale e la loro acquisizione è cruciale fin dal livello B (se non prima) poiché permette di suonare più nativi e permette di capire meglio la parlata naturale dei nativi. Nel caso in cui siano polisemici, sicuramente contengono i significati più diffusi.
- riuscire a capire gran parte dei documentari trasmessi alla radio e in generale gran parte del materiale delle trasmissioni radiofoniche nel linguaggio standard; in base ai tratti soprasegmentali, l'ascoltatore riesce a capire l'umore e tono del parlante.
- riuscire a capire la maggior parte dei film, documentari, gran parte dei telegiornali, interviste live, talk show e recite teatrali nella forma standard della lingua (cioè ufficiale, non dialettale)
- sapere fare una lista dei propri errori linguistici preferiti e sapere monitorare la propria parlata per evitarli
- riuscire a risolvere gran parte dei problemi di comunicazione e/o lacune e gap nel vocabolario attraverso i giri di parole (perifrasi e circonlocuzioni) o attraverso strategie evitanti per cui le espressioni difficili sono sostituite con altre espressioni
- riuscire a capire istruzioni lunghe e complesse che riguardano un argomento del proprio campo; tali istruzioni contengono anche dettagli sulle condizioni e avvertenze e, per essere capite interamente, è necessario rileggere le sezioni più difficili per capirle
- riuscire a distinguere un testo informativo da un testo argomentativo, dunque capire se un testo vuole informare o persuadere (ossia fare cambiare un'idea o visione, fare intraprendere un'azione)
- sapere sviluppare un'argomentazione in modo piuttosto approfondito anche aggiungendo esempi rilevanti/pertinenti

Il parlante può ancora non riuscire a capire un messaggio durante un discorso o un annuncio da parte di uno speaker a un altoparlante solo se c'è un rumore di sottofondo estremo o solo a causa di un linguaggio fortemente idiomatico (cioè una situazione in cui le espressioni idiomatiche usate sono numerose, meno frequenti e più opache dal punto di vista semantico/del significato rispetto ad altre espressioni idiomatiche più diffuse e meno opache). Il parlante riesce a capire gran parte di quello che gli viene detto, ma potrebbe avere difficoltà a partecipare a conversazioni in cui gli interlocutori nativi o di livello molto alto non modificano la propria parlata per adattarla al parlante. In testi scritti come ad esempio le istruzioni, alcuni passaggi sono ancora difficili ma sono capiti se vengono riletti. Nella propria parlata, il parlante riesce spesso ad autocorreggere a posteriori/retrospettivamente i propri errori occasionali, cioè non sistematici, e difetti minori nella struttura della frase.
Nel livello B2+, si aggiungono in particolare due descrittori:
- riuscire a capire degli articoli specialistici al di fuori del proprio campo specialistico attraverso l'interpretazione della terminologia sconosciuta e l'uso occasionale di un dizionario per confermare le proprie interpretazioni
- riuscire a comunicare informazioni complesse e consigli su una vasta gamma di argomenti correlati al proprio ruolo occupazionale

### Livello C1
Alcuni dei descrittori estesi più notevoli del livello C1 indicano come il parlante conosca bene le espressioni idiomatiche e colloquiali nella L2 parlata, per cui il parlante riesce a individuarle e capirle, ad esempio all'interno di film in cui il loro uso è frequente. Il parlante riesce anche a capire i documenti ufficiali. Sa anche gestire bene le interiezioni/esclamazioni.
Il parlante sa adattare un tema specialistico per renderlo più comprensibile a un pubblico di non-esperti.
In caso di difficoltà, i parlanti sanno riformulare il messaggio senza interrompere completamente il flusso del discorso e dunque senza grossi problemi di scioltezza; in particolare, solo i temi più difficili possono creare dei problemi. Gli errori sono perlopiù sviste minori e occasionali, ma il vocabolario non ha più errori sostanziosi; anche l'ortografia nella produzione scritta ha perlopiù delle sviste minori. All'interno di una conversazione o dibattito, il parlante sa usare espressioni formulari per mantenere l'attenzione, prendere tempo e continuare a mantenere l'attenzione mentre pensa cosa dire. Il parlante sa articolare tutti i suoni dell'inventario fonetico della L2; può ancora conservare l'accento nativo, ma quest'ultimo non diminuisce l'intelligibilità dei propri messaggi. Il parlante ha la piena padronanza dei segni di punteggiatura e conosce i modelli che permettono di organizzare un testo in sezioni e paragrafi.
Il livello C1 viene generalmente considerato un livello professionale, ma i descrittori non indicano esempi specifici di ambiti professionali. Tuttavia, taluni testi scolastici specificamente di lingua inglese C1 e specializzati per tema trattano ad esempio l'inglese per il lavoro, l'imprenditorialità e il commercio internazionale, per il turismo internazionale, per la medicina, per la scienza e la ricerca e sviluppo e per la giurisprudenza di base. Alcuni di questi testi possono basarsi su filoni di ricerca scientifica sull'uso della lingua in contesto e/o sulla consultazione di corpora che indicano i vocaboli e collocati più diffusi in una vasta mole di testi. Potenzialmente, qualunque ambito professionale già in periodo scolastico si può iniziare ad affrontare attraverso la metodologia CLIL fin dal livello B1 o affrontare all'università in un corso svolto interamente in lingua straniera.
I testi che si sanno produrre al livello C1 sono di livello professionale e/o elevato; ogni testo fa capo a un genere testuale, con regole e convenzioni interne. I descrittori non li indicano, ma dal programma e dagli esercizi dell'esame C1 Advanced ESOL di Cambridge sono ricavabili i seguenti generi testuali: lettera di accompagnamento al curriculum vitae, lettera di reclamo (e.g., merce in ritardo, difettosa o errata, reclami da parte di lavoratori o rappresentanti dei lavoratori al datore di lavoro), recensioni (e.g., di bar, hotel, ristoranti, film, serie tv, mostre fotografiche e artistiche, prodotti, servizi), saggi brevi argomentativi che posso arrivare a 260 parole circa (con opinione personale da sostenere o in cui viene richiesto di difendere una tesi invece di un'altra), email informali, proposte di business e report completo (e.g., a partire da dati su grafici in contesto di sondaggio o ricerca di mercato) con introduzione e eventuali decisioni da prendere e/o idee da proporre. Due grandi generi testuali diffusi nel mondo del business, la lettera del CEO agli stakeholder e la lettera di raccolta fondi, non sono menzionate esplicitamente. La capacità di elaborare riassunti (scritti e orali) e commentare testi, di prendere appunti e di sapere sostenere una mini-intervista personale piena di domande di elaborazione personale e opinione personale su un dato tema viene data per assodata.
Anche se non sono citati dai descrittori, alcuni testi di livello C1 che si possono incontrare nei testi scolastici C1 hanno tematiche che sono fenomeni e sfide del mondo contemporaneo e che hanno nessi con l'educazione civica. Una lista parziale di esempi è: educazione e apprendimento continuo, globalizzazione, inquinamento, cambiamento climatico, geopolitica, intelligenza artificiale, guerra e pace, populismo e democrazia, razzismo, salute fisica e mentale (impatto dei social media, dieta salutare, lotta alla sedentarietà, lotta all'anoressia e bigoressia, le fad diet, i danni del fumo e alcol, burnout e quiet quitting), economia e finanza internazionale (come il liberismo, le crisi economiche, il reddito base universale), energie rinnovabili e stili di vita sostenibili per l'ambiente e le comunità, ipersfruttamento delle risorse (fast fashion e spreco di cibo), immigrazione legale e illegale, disparità fra i sessi (come la differenza nella retribuzione fra uomini e donne), terrorismo, lotta alle epidemie, diritti umani e la violazione dei diritti civili (come repressione di proteste e omicidi politici, tratta di esseri umani, tortura, persecuzioni di minoranze religiose e di orientamento sessuale, diritti delle donne e dei disabili, razzismo, mutilazioni genitali femminili, alimentazione forzata e matrimoni forzati, deportazioni forzate, pena di morte, incarcerazione degli oppositori politici, genocidi), bioetica (eutanasia, ingegneria genetica ecc.), libertà di parola e espressione e cancel culture, cambiamento demografico, scelte di vita (essere single, non volere figli, nomadismo digitale...), presenza e sviluppo di un sistema sanitario e infrastrutturale, legalizzazione delle droghe leggere e della prostituzione, rispetto e protezione per gli animali domestici e selvatici, turismo sostenibile, progetti di cooperazione allo sviluppo (sviluppo rurale e socio-economico) la propaganda contemporanea e la post-verità, la società della sorveglianza e l'uso dei big data, organizzazioni sovranazionali (come l'ONU e l'Unione Europea) ecc.
I parlanti di livello C1 hanno il limite di consultare solo sporadicamente delle espressioni in un testo che parla di un argomento al di fuori del loro campo di specializzazione. Il descrittore non indica il tipo di espressioni ma, siccome sono al di fuori del proprio campo di specializzazione, si riferisce forse al lessico tecnico e ai colloquialismi professionali.

### Livello C2
Il livello C2, che non implica l'onniscienza dei parlanti nativi e stranieri (una lingua infatti è in costante evoluzione dall'interno e dall'esterno e non tutte le regole grammaticali verranno mai scoperte dalla linguistica), include la conoscenza dei regionalismi nella propria parlata, per esempio in una presentazione. Anche se i descrittori non lo citano, un caso classico di regionalismi è l'insieme delle differenze lessicali più importanti in due varietà della stessa lingua quando è parlata in almeno due Stati. Alcuni esempi sono l'inglese in Inghilterra, Stati Uniti, Irlanda del Sud, Australia e Nuova Zelanda, il francese in Francia e Canada (francese europeo e francese canadese), lo spagnolo in Spagna e America Latina (spagnolo castigliano e latinoamericano), il portoghese in Portogallo, Brasile, Mozambico e Angola (portoghese lusitano, brasiliano e africano), il tedesco in Germania, Austria e Svizzera e l'italiano in Italia e Svizzera. Il secondo caso è quello dei regionalismi reperibili in varietà di lingua parlate in uno stesso territorio (ad esempio Stati Uniti d'America del nord e del sud). Due esempi di regionalismi sono "biscuit" e "cookie" (inglese europeo VS inglese statunitense) e "tap, faucet, spigot" (inglese europeo VS inglese statunitense del nord VS inglese statunitense del sud). Anche se i descrittori non vi accennano, la pronuncia dei regionalismi viene resa in modo soddisfacente se in più il parlante conosce le differenze fondamentali di pronuncia delle varietà di lingua (ad esempio l'assenza di rotacismo nella received pronunciation, la presenza del rotacismo in tutte le altre e la "r" polivibrante nell'inglese parlato in Irlanda; il seseo e lo yeísmo in spagnolo). La conoscenza dei regionalismi e delle differenze di pronuncia, oltre a aumentare la conoscenza della L2 a un livello molto avanzato, permette anche di evitare problematiche se un interlocutore parla una varietà particolare di lingua.
Inoltre, il parlante sa esplorare le similitudini e differenze delle metafore tra la propria lingua nativa e la L2 e eventuali altre lingue straniere che conosce (ad esempio le similitudini e differenze tra gli idiomi in L1 e in L2). Per riuscire a spiegarle, il parlante deve arrivare al contenuto letterale di ogni metafora generica, detto o verbo sintagmatico in inglese, deve conoscere il contenuto metaforico di ognuno di essi, i nessi di significato tra la parte letterale e metaforica e eventualmente deve riuscire a tradurre letteralmente ogni metafora generica, detto o verbo sintagmatico nella propria lingua qualora il corrispettivo esatto sia assente nella L2. Ad esempio, un evento che non accadrà mai in inglese si può indicare con il detto "when two Saturdays come together" ("quando due sabati sono l'uno dopo l'altro"), mentre in italiano si può indicare con il detto "quando gli asini voleranno"; a livello letterale si indica rispettivamente un'impossibilità temporale perché un giorno non si ripete mai due volte di fila e un evento impossibile in base alle caratteristiche fisiche dell'asino perché gli asini non hanno le ali e le ossa cave, mentre a livello metaforico si indica un evento che non accadrà mai.
I descrittori non citano l'uso di arcaismi lessicali, grammaticali e ortografici (ad esempio, la forma linguistica abbastanza antiquata di Shakespeare nella prima edizione del First Folio del 1623) probabilmente perché sono legati alle varietà arcaiche della lingua. Tuttavia, leggere testi antichi non riadattati come il First Folio nella sua prima edizione richiede anche la conoscenza di arcaismi lessicali, grammaticali e ortografici.

## Esami di certificazione
| Lingua              | A1 | A2 | B1 | B2 | C1 | C2 |
| ------------------- | --- | --- | --- | --- | --- | --- |
| Arabo               | ILA-A1 | ILA-A2 | ILA-B1 | | | |
| Ceco                | CCE-A1 | CCE-A2 | CCE-B1 | CCE-B2 | CCE-C1 | |
| Cinese semplificato | HSK1 (pre A1) HSK2 (A1.1) HSK3 (A1.2) | HSK4 | HSK5 HSK6 (B1+) | HSK7 (B2+) | HSK8 (C1.1) HSK9 (C1.2) | |
| Cinese tradizionale | TOCFL 2 | TOCFL 3 | TOCFL 4 (B1+) | TOCFL 5 | TOCFL 6 | |
| Coreano             | TOPIK 1 | TOPIK 2 | TOPIK 3 TOPIK 4 (B1+) | TOPIK 5 | TOPIK 6 | |
| Esperanto           | KCE A1 | KCE A2 | KER B1 KCE B1 | KER B2 KCE B2 | KER C1 KCE C1 | KCE C2 |
| Finlandese          | YKI 1.taso | YKI 2.taso | YKI 3.taso | YKI 4.taso | YKI 5.taso | YKI 6.taso |
| Francese            | DELF A1 | DELF A2 CEFP 1 | DELF B1 CEFP 2 | DELF B2 DL | DALF C1 DS | DALF C2 DHEF |
| Giapponese          | JLPT N5 (A1+) | JLPT N4 | JLPT N3 JLPT N2 (B1+) | JLPT N1 (B2+) | | |
| Greco moderno       | Α1 (Στοιχειώδης Γνώση) | Α2 (Βασική Γνώση) | Β1 (Μέτρια Γνώση) | Β2 (Καλή Γνώση) | Γ1 (Πολύ Καλή Γνώση) | Γ2 (Άριστη Γνώση) |
| Inglese             | IELTS 2.5-3.0 TrackTest English Test A1 Trinity College GESE 2 Pearson JETSET Level 2 LCCI EfB Preliminary AIM-ANGLIA Preliminary A1 Movers | A2 Key/For schools IELTS 3.5-4.0 TrackTest English Test A2 Trinity College ISE Foundation, GESE 3, GESE 4 Pearson JETSET Level 3 LCCI EfB Level 1 AIM-ANGLIA Elementary A2 Flyers | BEC Preliminary IELTS 4.5-5.0 TrackTest English Test B1 B1 Preliminary/For schools TOEFL iBT 42-71 Trinity College ISE I, GESE 5, GESE 6 Pearson JETSET Level 4 LCCI EfB Level 2 AIM AWARDS-ANGLIA Intermediate | BEC Vantage B2 First/For schools IELTS 5.5-6.5 TrackTest English Test B2 ILEC Pass TOEFL iBT 72-94 Trinity College ISE II, GESE 7, GESE 8, GESE 9 Pearson JETSET Level 5 LCCI EfB Level 3 AIM AWARDS-ANGLIA Advanced | BEC Higher FCE grade A C1 Advanced IELTS 7.0-8.0 TrackTest English Test C1 TOEFL iBT 95 e oltre ILEC Pass with Merit Trinity College ISE III, GESE 10, GESE 11 Pearson JETSET Level 6 LCCI EfB Level 4 AIM AWARDS-ANGLIA Proficiency | C2 Proficiency CAE grade A IELTS 8.5-9.0 TrackTest English Test C2 Trinity College ISE IV, GESE 12 Pearson JETSET Level 7 AIM AWARDS-ANGLIA Masters |
| Italiano            | CELI – Impatto CILS A1 PLIDA A1 | CELI 1 CILS A2 DELI A2 PLIDA A2 | CELI 2 CILS 1 DILI B1 PLIDA B1 | CELI 3 CILS 2 DILI B2 PLIDA B2 | CELI 4 CILS 3 DALI C1 PLIDA C1 | CELI 5 CILS 4 PLIDA C2 |
| Irlandese           | TEG A1 | TEG A2 | TEG B1 | TEG B2 | TEG C1 | TEG C2 |
| Olandese            | | | NT2 programma I | NT2 programma II | | |
| Portoghese          | ACESSO | CIPLE | DEPLE | DIPLE | DAPLE | DUPLE |
| Polacco             | | | Egzamin Certificatowy z Języka Polskiego Jako Obcego na poziomie podstawowym | Egzamin Certificatowy z Języka Polskiego Jako Obcego na poziomie średnim ogólnym | | Egzamin Certificatowy z Języka Polskiego Jako Obcego na poziomie zaawansowanym                                                                      |
| Russo               | ТЭУ Элементарный уровень | ТБУ Базовый уровень | ТРКИ-1 | ТРКИ-2 | ТРКИ-3 | ТРКИ-4 |
| Spagnolo            | DELE A1 SIELE | DELE A2 SIELE | DELE B1 SIELE | DELE B2 CELU Intermedio SIELE | DELE C1 CELU Avanzado SIELE | DELE C2 CELU Avanzado |
| Svedese             | | Swedex A2 | Swedex B1 | Swedex B2 | TISUS | |
| Tedesco             | Fit in Deutsch 1 Start Deutsch 1 ÖSD A1 | Fit in Deutsch 2 Start Deutsch 2 ÖSD A2 | Goethe-Zertifikat B1 Zertifikat Deutsch ÖSD B1 | Goethe-Zertifikat B2 TestDaF ÖSD B2 DSH 1 | Goethe-Zertifikat C1 ÖSD C1 DSH 2 | Goethe-Zertifikat C2 - GDS ÖSD C2 DSH 3 |
| Turco               | TYS A1 | TYS A2 | TYS B1 | TYS B2 | TYS C1 | TYS C2 |

## Sviluppi

### Portfolio Europeo delle Lingue
Nel 1991, le autorità federali svizzere hanno condotto un simposio intergovernativo a Rüschlikon, Svizzera, riguardante «la riconoscibilità e la coerenza nell'apprendimento delle lingue in Europa: obiettivi, valutazioni, certificazioni». Questo simposio ha messo in evidenza la necessità di predisporre un quadro comune europeo per le lingue, in modo da migliorare il riconoscimento delle competenze linguistiche e agevolare la cooperazione tra insegnanti e consentire così un miglioramento della stessa comunicazione e della cooperazione in Europa. Di conseguenza, la Fondazione Nazionale Svizzera per la Scienza ha messo a punto un progetto per individuare livelli di competenza e per pervenire alla creazione di un portfolio europeo delle Lingue, cioè di un complesso di certificazioni che attestino competenze linguistiche che siano utilizzabili in tutta Europa.

### UNIcert
Nel 1992 l'Associazione dei Centri Linguistici Universitari tedeschi ha sviluppato UNIcert, uno standard di conoscenza linguistica in ambito universitario basato sul Quadro comune di riferimento europeo, impiegato per una varietà di lingue proprie di paesi europei e non europei e già adottato nei centri linguistici universitari di alcuni paesi europei.
Unicert si articola su quattro livelli (B1, B2, C1 e C2) e individua quindi il B1 come livello base o "di soglia" per quanto riguarda la conoscenza della lingua in ambito universitario.